# Черв'яков Олександр Григорович
Олександр Григорович Червяков (біл. Аляксандр Рыгоравіч Чарвякоў, 25 лютого (8 березня) 1892 — 16 червня 1937) — білоруський радянський партійний і державний діяч.

## Біографія
Закінчив Віленський учительський інститут (1915) та Олександрівське військове училище (1916). Служив в армії (1915—1917).
Вступив до лав РКП(б) у травні 1917 та брав активну участь у більшовицькому повстанні в Петрограді, а згодом став одним із засновників і керівників Білоруської соціал-демократичної робітничої партії.
13 лютого 1918 призначений комісаром з білоруських справ (Білнацком) при Народному комісаріаті у справах національностей РРФСР. 1 січня 1919 разом з іншими членами Тимчасового революційного робітничо-селянського уряду Білорусі підписав Маніфест про проголошення Білоруської РСР. За часів нетривалого існування Радянської влади в Білорусі в 1919 займав посаду наркома просвіти РСР Литви й Білорусі (січень 1919 — 31 липня 1920).
З відновленням Радянської влади в Білорусі в 1920 його призначено головою Мінського губревкому, а потім Всебілоруського ревкому. В. о. голови ЦВК Білоруської РСР (1 серпня 1920 — 18 грудня 1920), голова ЦВК Білоруської РСР (18 грудня 1920 — 16 червня 1937), голова РНК Білоруської РСР (18 грудня 1920 — 17 березня 1924), народний комісар закордонних справ Білоруської РСР (1921 — липень 1923).
30 грудня 1922 I сесія ЦВК СРСР обрала Черв'якова, а також Калініна, Петровського та Наріманова співголовами ЦВК СРСР. Член Центрального бюро ЦК КП(б) Білорусі (25 листопада 1920 — 10 лютого 1924), Тимчасового Білоруського бюро ЦК РКП(б) (4 лютого 1924 — 14 травня 1924), ЦК КП(б) Білорусі (14 травня 1924 — 16 червня 1937), Бюро ЦК КП(б) Білорусі (29 листопада 1927 — 16 червня 1937).
На XVI з'їзді КП(б) Білорусі (червень 1937) різко розкритикований за недостатню працю зі знищення «ворогів народу». За офіційною версією покінчив життя самогубством «на особистому сімейному підґрунті».